# Європейський кіноприз 2012
25-та церемонія вручення премії «Європейський кіноприз» за досягнення в європейському кінематографі відбулася 1 грудня 2012 року у Валлеті, Мальта в Середземноморському конференц-центрі. Лонг-лист номінантів був оголошений на початку вересня. Номінанти були оголошені 3 листопада під час Європейського кінофестивалю в Севільї. Церемонія вручення транслювалася на телебаченні в більш ніж 50 країнах в прямому ефірі а також на сайті Європейського кінопризу. Ведучою заходу була Анке Енгельке.
Найкращим європейським фільмом визнано драму Міхаеля Ганеке Любов. Почесні призи за життєві досягнення були вручені британській актрисі Гелен Міррен і італійському режисеру Бернардо Бертолуччі.. Призом Eurimages, який вручається за видатні досягнення в галузі ко-продукції, нагородили шведського продюсера Хелену Даніельссон.

## Список лауреатів та номінантів
Лауреати виділені окремим кольором.
| Категорії                             | Лауреати та номінанти                                                                                  |
| ------------------------------------- | --- |
| Європейський фільм                    | • Любов — реж. Міхаель Ганеке (Австрія, Франція, Німеччина)                                            |
| Європейський фільм                    | • Барбара — реж. Крістіан Петцольд (Німеччина)                                                         |
| Європейський фільм                    | • Цезар має померти — реж. Паоло Тавіані (Італія)                                                      |
| Європейський фільм                    | • Полювання — реж. Томас Вінтерберг (Данія)                                                            |
| Європейський фільм                    | • Сором — реж. Стів Маккуїн (Велика Британія)                                                          |
| Європейський фільм                    | • Недоторканні — реж. Олів'є Накаш, Ерік Толедано (Франція)                                            |
| Європейський режисер                  | • Міхаель Ганеке — Любов                                                                               |
| Європейський режисер                  | • Нурі Бельге Джейлан — Одного разу в Анатолії                                                         |
| Європейський режисер                  | • Стів Макквін — Сором                                                                                 |
| Європейський режисер                  | • Паоло Тавіані, Вітторіо Тавіані — Цезар має померти                                                  |
| Європейський режисер                  | • Томас Вінтерберг — Полювання                                                                         |
| Європейський актор                    | • Жан-Луї Трентіньян — Любов                                                                           |
| Європейський актор                    | • Франсуа Клюзе, Омар Сі — Недоторканні                                                                |
| Європейський актор                    | • Майкл Фассбендер — Сором                                                                             |
| Європейський актор                    | • Мадс Міккельсен — Полювання                                                                          |
| Європейський актор                    | • Гарі Олдмен — Шпигун, вийди геть!                                                                    |
| Європейська актриса                   | • Еммануель Ріва — Любов                                                                               |
| Європейська актриса                   | • Емілі Декьенн — Любити без причини                                                                   |
| Європейська актриса                   | • Ніна Госс — Барбара                                                                                  |
| Європейська актриса                   | • Маргарете Тізель — Рай: Любов                                                                        |
| Європейська актриса                   | • Кейт Вінслет — Різанина                                                                              |
| Європейський сценарист                | • Томас Вінтерберг, Тобіас Ліндхольм — Полювання                                                       |
| Європейський сценарист                | • Міхаель Ганеке — Любов                                                                               |
| Європейський сценарист                | • Крістіан Мунджіу — За пагорбами                                                                      |
| Європейський сценарист                | • Олів'є Накаш, Ерік Толедано — Недоторканні                                                           |
| Європейський сценарист                | • Роман Полянський, Ясміна Реза — Різанина                                                             |
| Найкращий оператор                    | • Шон Боббітт — Сором                                                                                  |
| Найкращий оператор                    | • Бруно Делбоннель — Фауст                                                                             |
| Найкращий оператор                    | • Даріус Хонджі — Любов                                                                                |
| Найкращий оператор                    | • Ґьокган Тірякі — Одного разу в Анатолії                                                              |
| Найкращий оператор                    | • Гойт Ван Гойтема — Шпигун, вийди геть!                                                               |
| Найкращий монтаж                      | • Джо Вокер — Сором                                                                                    |
| Найкращий монтаж                      | • Янус Біллесков Янсен, Анна Остеруд — Полювання                                                       |
| Найкращий монтаж                      | • Роберто Перпіняні — Цезар має померти                                                                |
| Найкращий художник-постановник        | • Марія Дюркович — Шпигун, вийди геть!                                                                 |
| Найкращий художник-постановник        | • Нільс Сейер — Королівський роман                                                                     |
| Найкращий художник-постановник        | • Єлена Жукова — Фауст                                                                                 |
| Європейський композитор               | • Альберто Іглесіас — Шпигун, вийди геть!                                                              |
| Європейський композитор               | • Габріель Яред, Сирілль Офорт — Королівський роман                                                    |
| Європейський композитор               | • Франсуа Кутюр'є — Шун Лі і поет                                                                      |
| Європейський композитор               | • Джордж Фентон — Частка ангелів                                                                       |
| Європейське відкриття - приз ФІПРЕССІ | • Галченя — реж. Будевійн Кооле (Нідерланди)                                                           |
| Європейське відкриття - приз ФІПРЕССІ | • Зламані — реж. Руфус Норріс (Велика Британія)                                                        |
| Європейське відкриття - приз ФІПРЕССІ | • Відсутній — реж. Ян Шпекенбах (Німеччина)                                                            |
| Європейське відкриття - приз ФІПРЕССІ | • Здоровань — реж. Мадс Матізен (Данія)                                                                |
| Європейське відкриття - приз ФІПРЕССІ | • Портрет у сутінках — реж. Ангеліна Ніконова (Росія)                                                  |
| Найкращий документальний фільм        | • Зимові мандрівники (фр. Hiver Nomade) — реж. Мануель фон Штурлер (Швейцарія)                         |
| Найкращий документальний фільм        | • Лондон - сучасний Вавилон (англ. London – The Modern Babylon) — реж. Джуліан Темпл (Велика Британія) |
| Найкращий документальний фільм        | • Чай або електрику (фр. Le thé ou l'électricité) — реж. Жером Ле Мер (Бельгія, Франція, Марокко)      |
| Найкращий анімаційний фільм           | • Алоїс Небель — реж. Томаш Лунак (Чехія, Німеччина, Словаччина)                                       |
| Найкращий анімаційний фільм           | • Пірати! Банда невдах — реж. Пітер Лорд (Велика Британія, США)                                        |
| Найкращий анімаційний фільм           | • Зморшки — реж. Ігнасіо Феррерас (Іспанія)                                                            |
| Найкращий короткометражний фільм      | • Superman, Spiderman sau Batman (Superman, Spiderman or Batman) — реж. Tudor Giurgiu (Румунія)        |
| Найкращий короткометражний фільм      | • L' ambassadeur et moi — реж. Jan Czarlewski (Швейцарія)                                              |
| Найкращий короткометражний фільм      | • Back of Beyond — реж. Michael Lennox (Велика Британія)                                               |
| Найкращий короткометражний фільм      | • Csicska (Beast) — реж. Attila Till (Угорщина)                                                        |
| Найкращий короткометражний фільм      | • Miten marjoja poimitaan (How To Pick Berries) — реж. Elina Talvensaari (Фінляндія)                   |
| Найкращий короткометражний фільм      | • Im Freien — реж. Albert Sackl (Австрія)                                                              |
| Найкращий короткометражний фільм      | • Manhã de Santo António (Morning of Saint Anthony’s Day) — реж. João Pedro Rodrigues (Португалія)     |
| Найкращий короткометражний фільм      | • Einspruch VI — реж. Rolando Colla (Швейцарія)                                                        |
| Найкращий короткометражний фільм      | • Titloi telous (Out of Frame) — реж. Yorgos Zois (Греція)                                             |
| Найкращий короткометражний фільм      | • Sessiz (Silent) — реж. L. Rezan Yeşilbaş (Туреччина)                                                 |
| Найкращий короткометражний фільм      | • Demain, ça sera bien — реж. Pauline Gay (Франція)                                                    |
| Найкращий короткометражний фільм      | • Two Hearts — реж. Darren Thornton (Ірландія)                                                         |
| Найкращий короткометражний фільм      | • Vilaine fille mauvais garçon (Two Ships) — реж. Justine Triet (Франція)                              |
| Найкращий короткометражний фільм      | • Villa Antropoff — реж. Каспар Янціс, Владімір Лещьовс (Латвія)                                       |

## Приз глядацьких симпатій
Володар Призу глядацьких симпатій визначався онлайн голосуванням.
| Номінанти                                                                             |
| ------------------------------------------------------------------------------------- |
| • Артист — реж. Мішель Азанавічус (Франція)                                           |
| • Барбара — реж. Крістіан Петцольд (Німеччина)                                        |
| • Готель «Меріголд»: Найкращий з екзотичних — реж. Джон Медден (Велика Британія, США) |
| • Цезар має померти — реж. Паоло Тавіані (Італія)                                     |
| • Приходь як є — реж. Джеффрі Ентговен (Бельгія)                                      |
| • Мисливці за головами — реж. Мортен Тайлдум (Норвегія)                               |
| • У темряві — реж. Аґнєшка Голланд (Німеччина, Польща, Канада)                        |
| • Недоторканні — реж. Олів'є Накаш, Ерік Толедано (Франція)                           |
| • Залізна леді — реж. Філліда Ллойд (Велика Британія)                                 |
| • Риба моєї мрії — реж. Лассе Галлстрем (Велика Британія)                             |
| • Сором — реж. Стів Маккуїн (Велика Британія)                                         |
| • Шпигун, вийди геть! — реж. Томас Альфредсон (Франція, Велика Британія, Німеччина)   |

## Статистика
Фільм — к-сть номінацій/к-сть перемог:
- Любов — 6/4
- Сором — 5/2
- Полювання — 5/1
- Шпигун, вийди геть! — 4/2
- Цезар має померти — 3/0
- Недоторканні — 3/0
- Барбара — 2/0
- Фауст — 2/0
- Різанина — 2/0
- Одного разу в Анатолії — 2/0